# Лофт

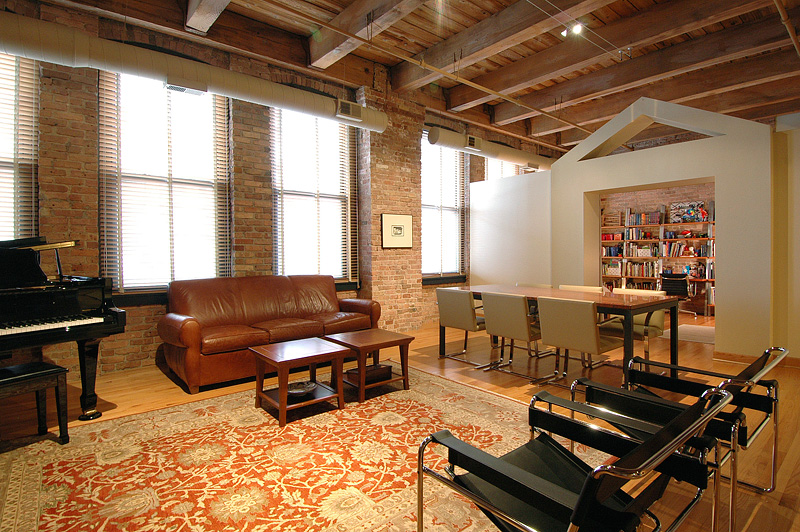
Інтер'єр житла в будинку колишньої фабрики в Чикаго

Лофт (англ. loft — «горище») — архітектурний стиль XX—XXI століття; верхня частина будівлі промислового призначення, переобладнана під житло, майстерню, офісне приміщення або місце для заходів. Важливо розрізняти апартаменти-лофти і стиль лофт в інтер'єрі, оскільки перше — це переобладнані заводські і складські приміщення, а друге — напрямок в дизайні, коли в житловому приміщенні створюють інтер'єр з промисловим відтінком.

## Історія виникнення
Слово «лофт» — американського походження; бере свій початок від фабричних будівель і складів. Ідея використовувати закинуті мануфактури як житло та робочі приміщення виникла в 1940-ві роки ХХ століття в фабричному районі Мангеттена. Тоді різко піднялися ціни на землю в центрі міста, а промислові підприємства почали виносити на околиці.
Лофти почали приваблювати людей, пов'язаних з мистецтвом: в таких приміщеннях були високі стелі й гарне освітлення, а також низькі, в порівнянні зі звичайними квартирами, ціни за оренду.
У 1950-ті роки лофти стали популярними стильними приміщеннями. Саме в них зосереджувалося артистичне життя Нью-Йорка. Серед найвідоміших лофтів того часу — артстудія Енді Воргола «Фабрика». Тому оригінальне житло закріпило за собою статус елітного.

## Інтер'єр
Стіни лофтів зазвичай фарбують кольорами холодних відтінків (металевий, синій тощо). Меблі металеві (або ж пофарбовані під метал) та дерев'яні. Вони прості та функціональні, часто виконують роль стін або перегородок, розділяючи простір на частини.
Особлива увага в лофтах надається деталям: сходам, трубам, системам вентиляції тощо. Вікна широкі та високі, адже це необхідно для максимального освітлення інтер'єру.

## Українські лофти
Наразі лофти стали популярними не лише в Америці. Їх використовують як артпростори в Європі. Найвідоміший лофт в Україні — Kyiv Loft, призначений для проведення концертів, виставок, кінопоказів.

## Лофт як інтер'єр

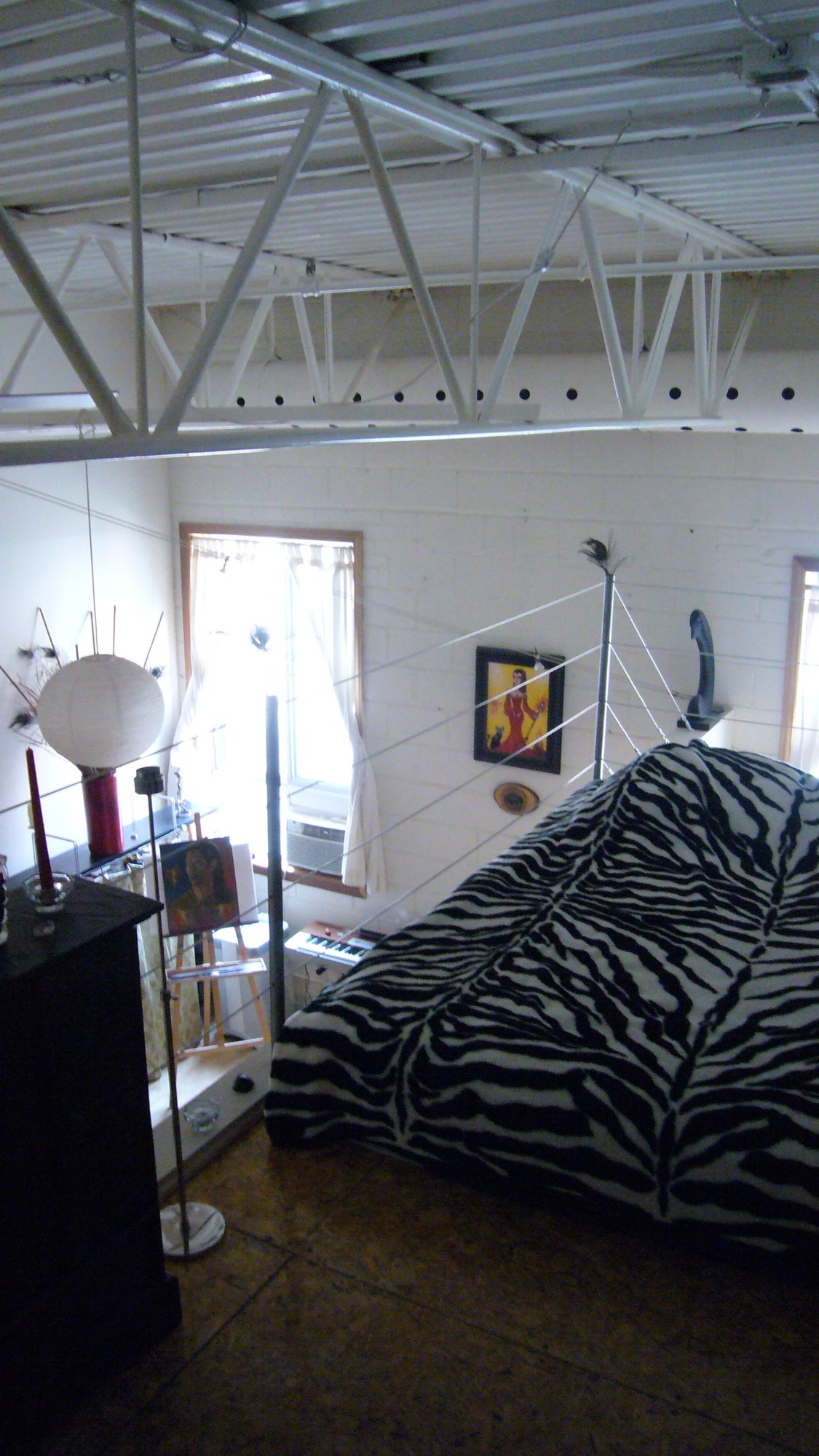
В місті Торонто, Канада
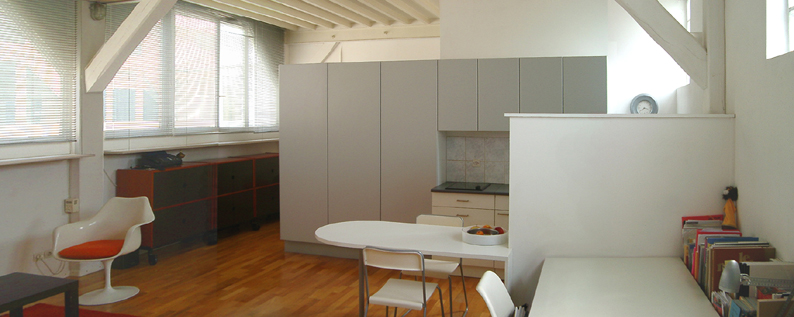
Кухня, лофт у Франції
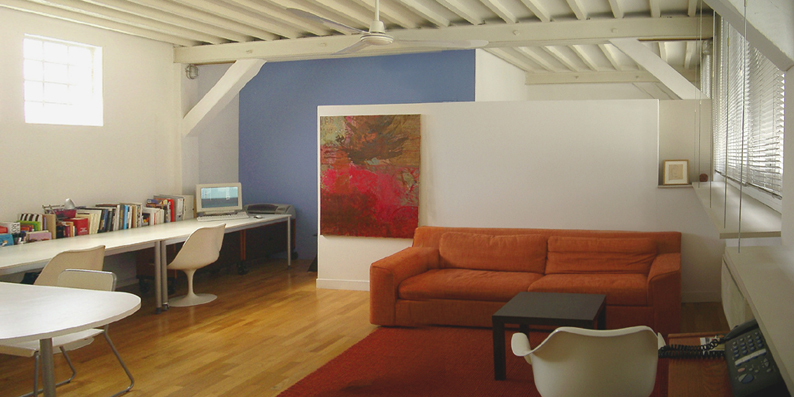
Вітальня із зоною кабінету, лофт у Франції, Париж.
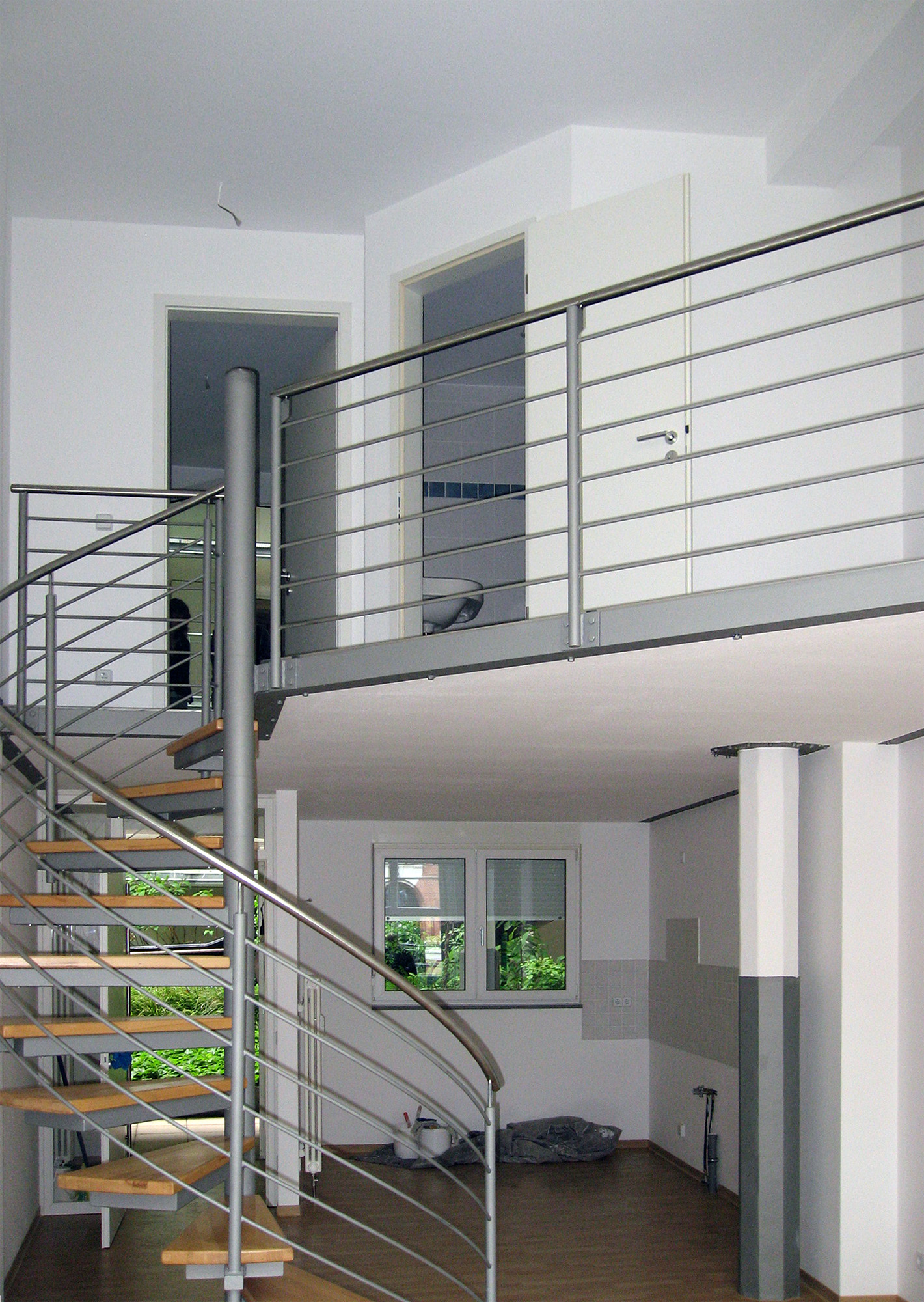
В Німеччині